# Henri Privat-Livemont
 (août 2016).
Privat Antoine Théodore Livemont, dit Privat Livemont, est un peintre et affichiste belge, né le 9 octobre 1861 à Schaerbeek, et mort dans la même commune le 4 octobre 1936.
Par ses compositions épurées et raffinées, il reste un des grands maîtres du sgraffite aux côtés de Paul Cauchie, Adolphe Crespin et de Gabriel Van Dievoet ainsi que de l'affiche illustrée.

## Biographie
Après des études à l'académie de Saint-Josse à Saint-Josse-ten-Noode (plusieurs Prix), où il a reçu l'enseignement de Louis Hendrickx, il passe quelques années à Paris (1883-1889) où il participe à la décoration de l'hôtel de ville. De 1885 à 1887, il collabore avec Jean-Baptiste Lavastre, décorateur à la Comédie-Française, pour des décors de théâtre ; il est reçu deux années de suite, en 1886 et 1887, au Salon de Paris.
Il épouse le 23 juillet 1889 Madeleine Brown, rencontrée à Paris, qui lui sert souvent de modèle et inspire sa représentation des femmes au début de sa carrière. Il retourne ensuite à Schaerbeek et s'établit en tant que peintre et décorateur. À l'ouverture d'une école de dessin à Schaerbeek en 1891, il devient professeur de dessin. Le 29 décembre 1891 naît Franz, le premier enfant du couple ; cependant, le couple divorce en juillet 1908, Privat-Livemont ayant eu des relations extra-conjugales avec une de ses modèles.
Sa carrière professorale s'étend sur plus de quarante ans, puisqu'il est poussé vers la retraite en février 1935 : on lui reproche notamment un style passé, tandis que les grandes peintures décoratives ne sont plus à la mode après-guerre.

## Style
Peintre décorateur, il est aussi affichiste, caricaturiste et compose des cartons pour mosaïques et tapisseries. Il est également peintre sur toile et réalise ses premiers sgraffites en 1900 sur la maison Roosenboom à Ixelles.
Symboliste, Privat Livemont est tenté très tôt (1896) par l'esthétique Art nouveau. Ses nombreuses affiches, souvent primées, en feront le Mucha belge.
En collaboration avec l'architecte Henri Jacobs, il décore de sgraffites art nouveau de nombreuses façades et écoles communales et laïques de Bruxelles. Les sgraffites de l'école Josaphat sont remarquables.[pourquoi ?] Il travaille aussi avec Alban Chambon pour la réfection du Kursaal d'Ostende (entre 1905 et 1907).
Privat Livemont a également été photographe. Les plaques photographiques et les autochromes de cet artiste belge sont à la base de la genèse de l'esthétique féminine dans l'Art nouveau.
Il a collaboré à de nombreux périodiques, comme Le Journal illustré de janvier à février 1891, et a donc associé son travail de photographe et d'illustrateur, il a réalisé avant l'heure le principe de « capture de mouvement »[réf. nécessaire], qu'il a par ailleurs développé lors de la création de ses célèbres affiches. Sa grande modernité et son apport essentiel à l'histoire de l'art se résument à sa capacité d'associer le classicisme du dessin et la modernité de l'image ou de la photo. Il a reçu les honneurs de prestigieux supports graphiques tels Les Maîtres de l'affiche et The Poster.

Affiches publicitaires
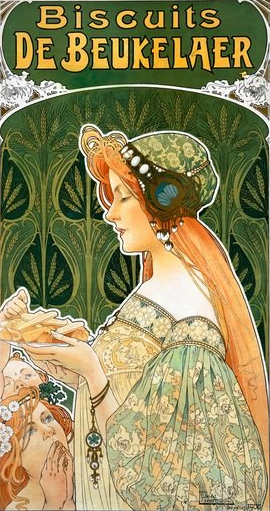
Affiche publicitaire pour les biscuits De Beukelaer.
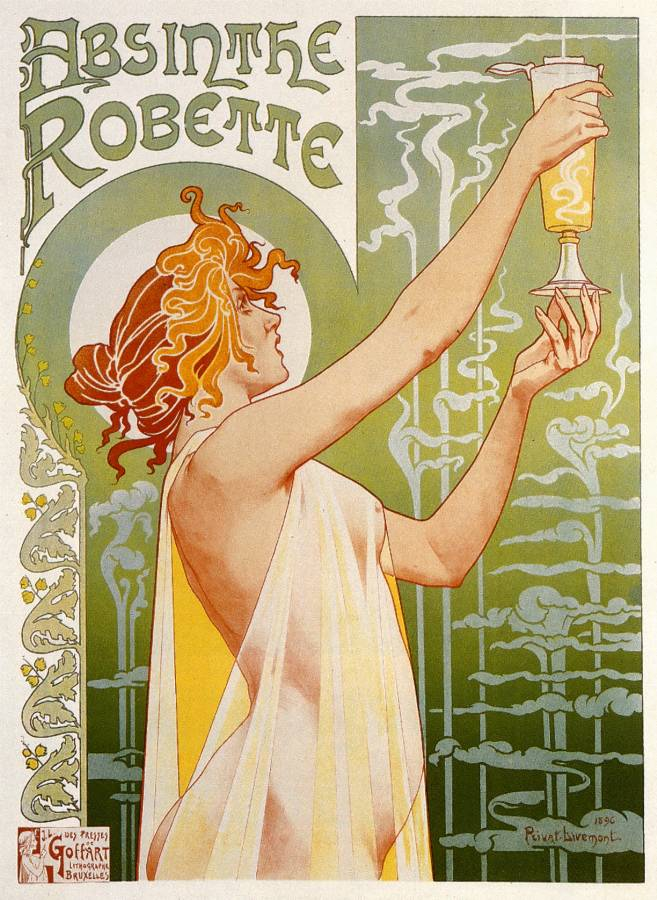
Affiche publicitaire pour l'absinthe Robette.
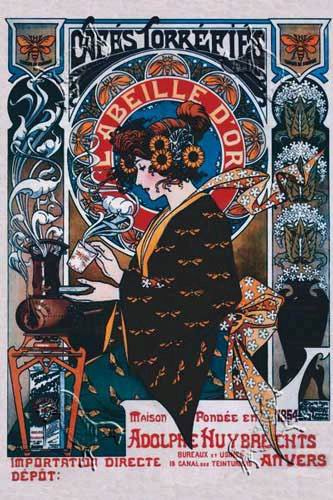
Affiche publicitaire pour le café torréfié L'Abeille d'Or

## Les céramiques de la Grande Maison de Blanc
La Grande Maison de Blanc est un important témoin de l'Art nouveau en Belgique situé aux nos 32-34 de la rue du Marché aux Poulets à Bruxelles qui présente une abondante décoration constituée de superbes panneaux en céramique réalisés par la faïencerie Boch de La Louvière d'après des dessins de Privat Livemont en 1897.

La Grande Maison de Blanc
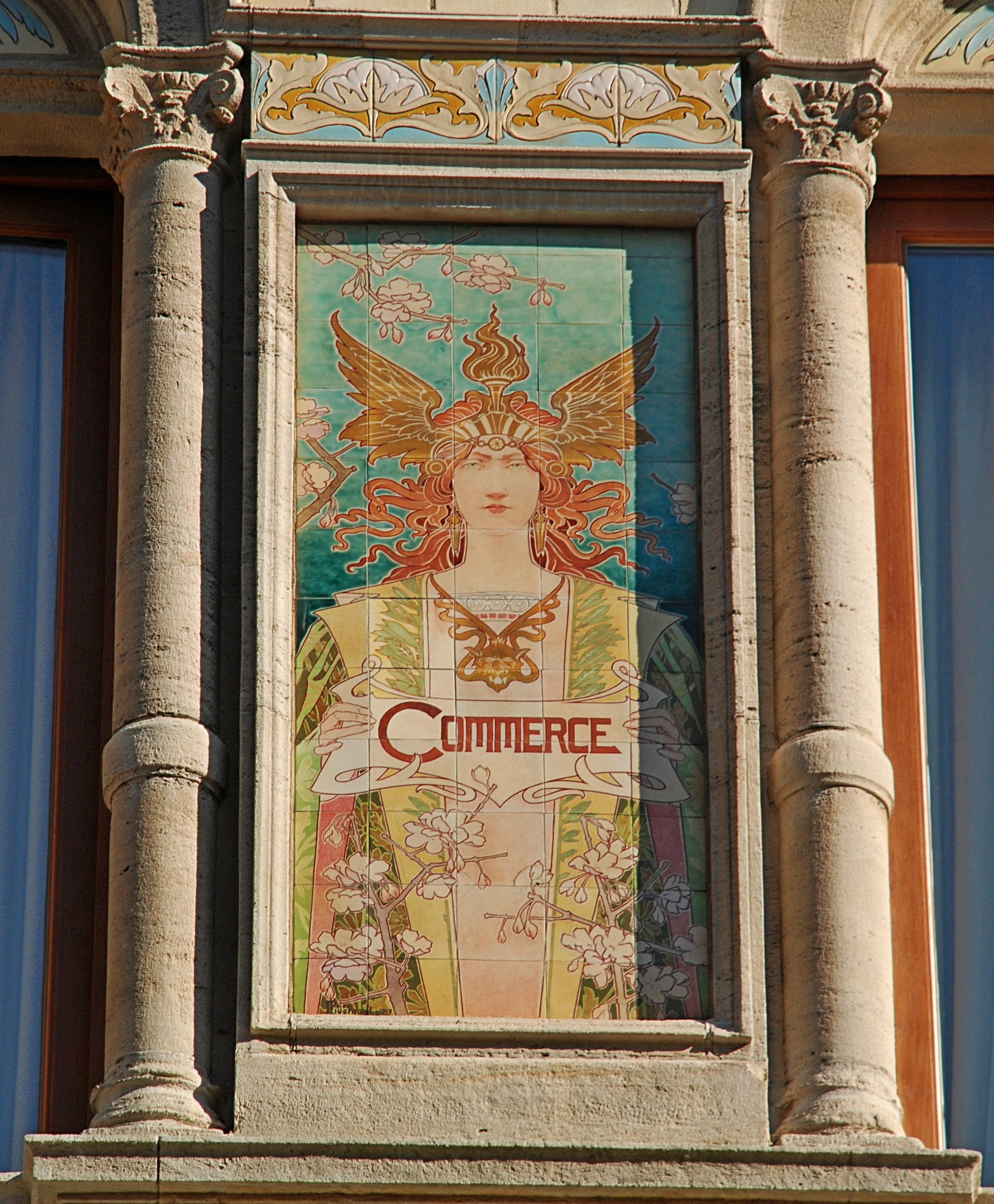
Grande Maison de Blanc : Allégorie du Commerce.
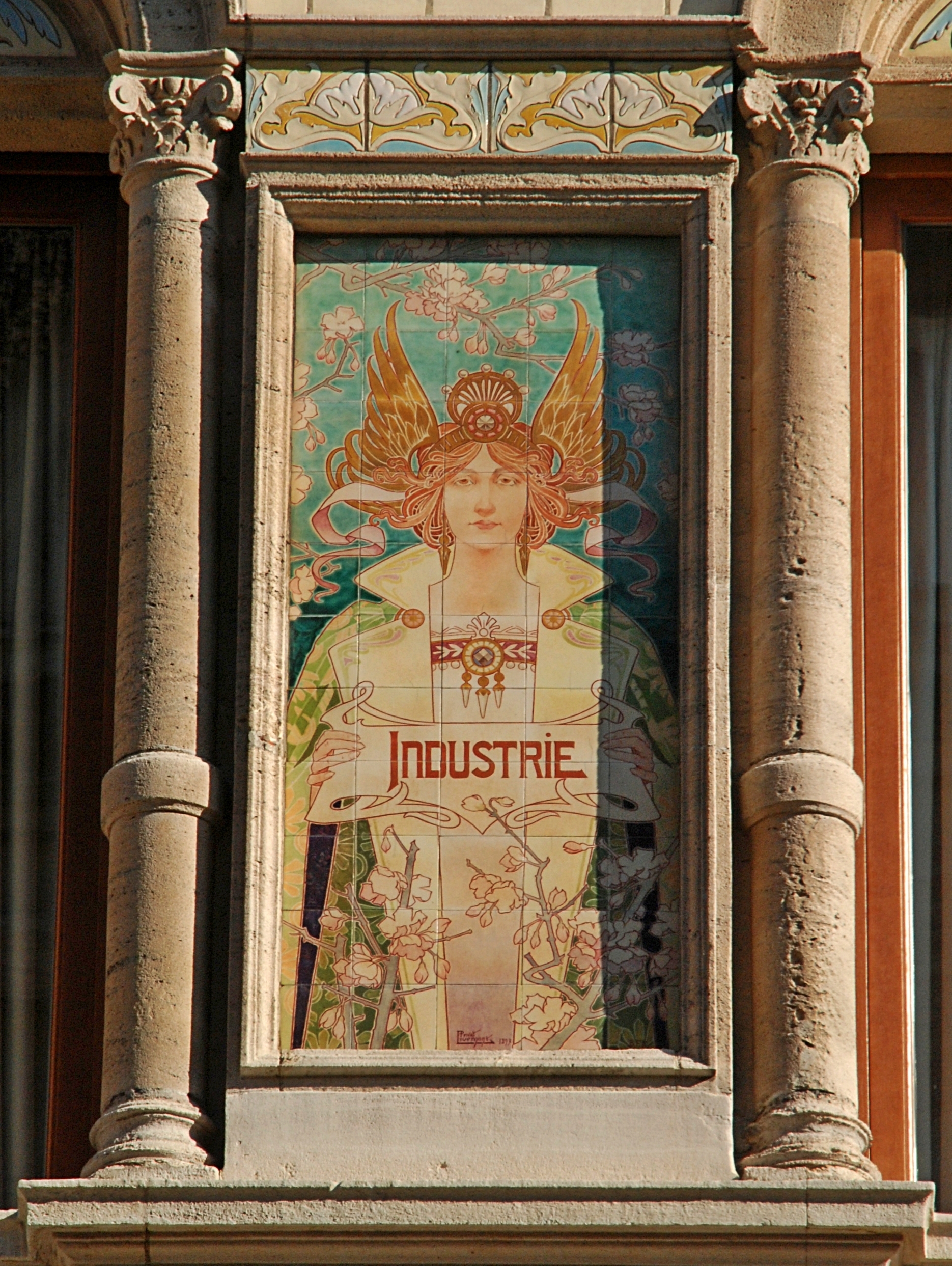
Grande Maison de Blanc : Allégorie de l'Industrie.
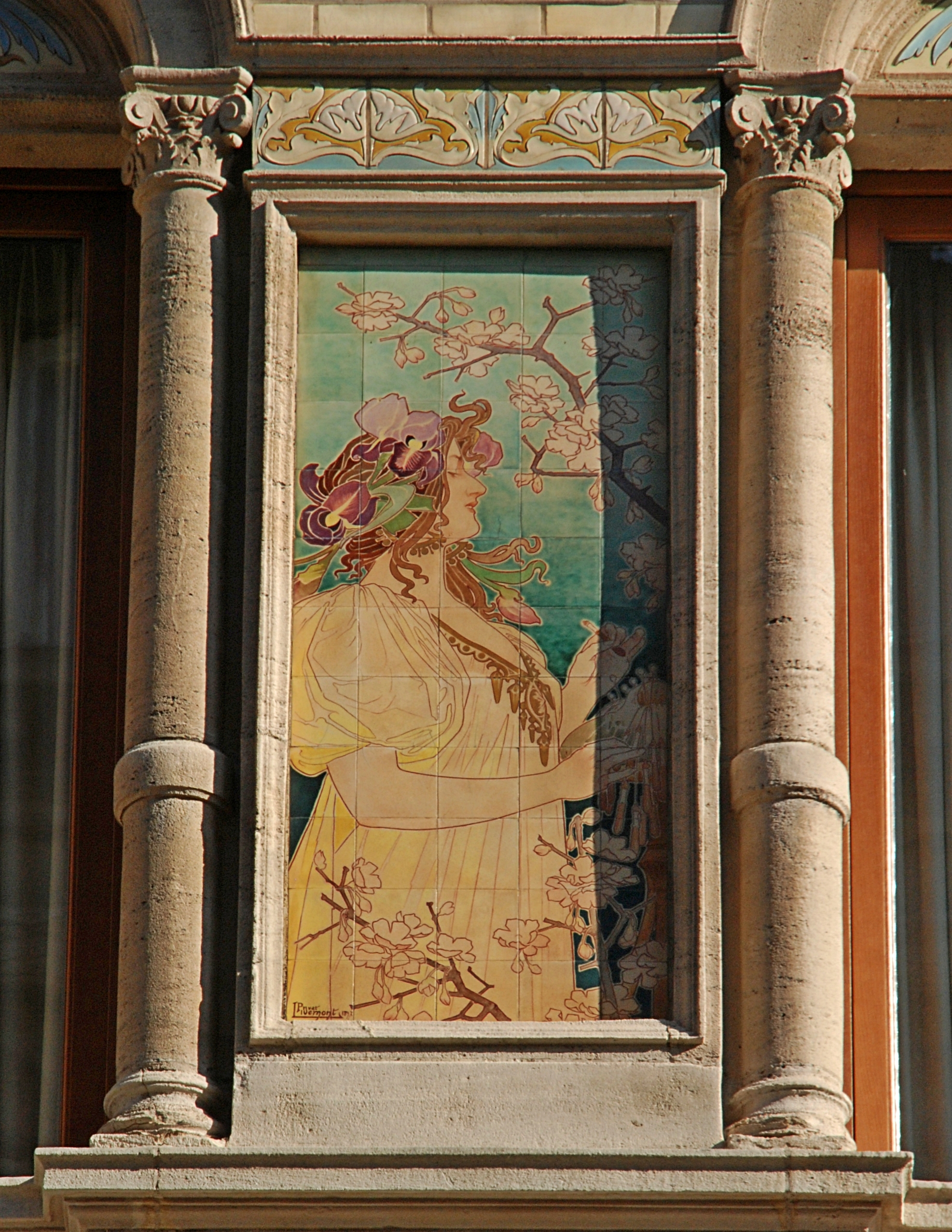
Grande Maison de Blanc : Silhouette Art nouveau.
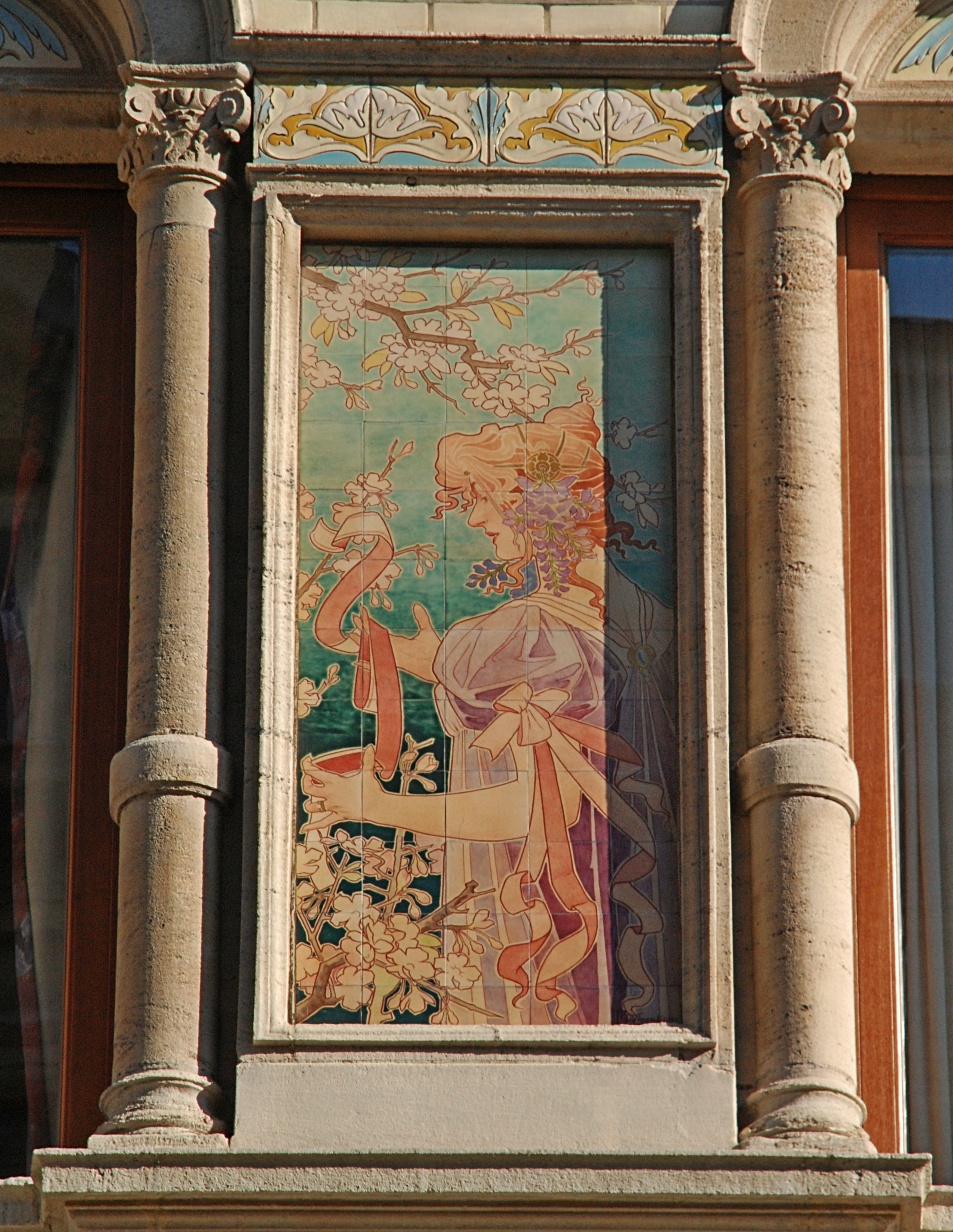
Grande Maison de Blanc : Silhouette Art nouveau.